# 和賀仙人峠
和賀仙人峠（わがせんにんとうげ）は、岩手県北上市と同県和賀郡西和賀町を結ぶ峠である。標高は473m。単に仙人峠とも呼ばれる。

## 概要
「沢内街道」や「秀衡街道」とも呼ばれた秋田と岩手を結ぶ街道が通る仙人山の北の尾根筋を越えた難所で、峠名は「仙人が棲んでいた」（奥々風土記）という伝説に由来する。
明治7年頃に改修工事が行われたが、1882年（明治15年）に平和街道が開通すると従来の峠道は廃道となった。
仙人峠沿いに道祖神を祀られている久那斗（しなと）神社があり、そのご神木として植えられた樹齢約900年の姥スギが林野庁「森の巨人たち百選」として選定された。

## 参考資料
- 「角川日本地名大辞典」編纂委員会『角川日本地名大辞典 3 岩手県』角川書店、1985年3月8日。ISBN 4040010302。
- 日本山岳会 編『新日本山岳誌』ニカンシヤ出版、2005年11月15日。ISBN 4-7795-0000-1。